# BMW serije 3
BMW serije 3 je automobil iz srednje klase njemačke marke BMW i proizvodi se od 1975. godine. Trica je najprodavaniji BMW-ov model te nosi oko 40% ukupne BMW-ove proizvodnje te ujedno jedan od najpopularnijh automobila u svijetu.

## BMW E21
Prva generacija, model E21, se proizvodio od 1975. – 1983. godine. Proizvodio se u samo dvije karoserijske izvedbe - kao coupe i cabrio. Izravna je zamjena za model 2002. U Jugoslaviji je imao nadimak Ajkula.
Modeli:
- - 1981. – 1983. 315 - 1,6 L, 75 KS (55 kW)
  - 1975. – 1979. 316 - 1,6 L, 90 KS (66 kW)
  - 1980. – 1983. 316 - 1,8 L, 90 KS (66 kW)
  - 1975. – 1980. 318 - 1,8 L, 98 KS (72 kW)
  - 1979. – 1983. 318i - 1,8 L, 105 KS (77 kW)
  - 1975. – 1979. 320/4 - 2,0 L, 109 KS (80 kW)
  - 1975. – 1979. 320i - 2,0 L, 125 KS (92 kW)
  - 1979. – 1982. 320/6 - 2,0 L, 122 KS (90 kW)
  - 1978. – 1982. 323i - 2,3 L, 143 KS (105 kW)

## BMW E30
Druga generacija, model E30, se proizvodio od 1982. – 1990. godine. Poznatiji kao "kockica", u početku se proizvodio kao coupe i limuzina s četvero vrata, dok je cabrio došao 1988., a karavan 1989. Verzija s pogonom na sve kotače se pojavila 1985. i nosila je naziv 325iX. Model M3 bio je najsnažniji model te je imao motor od 200 KS, povećanjem obujma došao je do konačnih 238ks. Prvi puta je u trojku ugrađen i dizelski motor, dostupni su bili turbodizel i atmosferski dizel motor. Model 325e, takozvana "eta" je bila prvi šesterocilindrični bmw te vrste, zamišljen kao niskoturažni benzinski motor kojem je glavna karakteristika trebala biti mala potrošnja uz mnogo okretnog momenta.
Modeli:
- - 1982. – 1987. 316 - 1,6 L, 90 KS (66 kW)
  - 1982. – 1990. 316 1,8 - 1.8 L, 90 KS (66 kW)
  - 1987. – 1993. 316i - 1,6 L, 102 KS (75 kW)
  - 1982. – 1987. 318i - 1,8 L, 105 KS (77 kW)
  - 1987. – 1993. 318i - 1,8 L, 115 KS (85 kW)
  - 1989. – 1991. 318is - 1,8 L, 136 KS (100 kW)
  - 1982. – 1985. 320i - 2,0 L, 125 KS (92 kW)
  - 1985. – 1991. 320i - 2,0 L, 129 KS (95 kW)
  - 1988. – 1990. 320is - 2,0 L, 192 KS (141 kW)
  - 1982. – 1986. 323i - 2,3 L, 150 KS (110 kW)
  - 1985. – 1991. 325i - 2,5 L, 170 KS (125 kW)
  - 1986. – 1991. 325iX - 2,5 L, 170 KS (125 kW)
  - 1985. – 1991. 325e - 2,7L 122ks (90kW)
  - 1986. – 1988. M3 - 2,3 L, 200 KS (147 kW)
  - 1989. – 1991. M3 Evo - 2,5 L, 215 KS (158 kW)
  - 1990. – 1991. M3 Evo III - 2,5L, 238KS (175 kW)
  - 1985. – 1991. 324d - 2,4 L, 86 KS (63 kW)
  - 1987. – 1991. 324td - 2,4 L, 115 KS (85 kW)

## BMW E36
Treća generacija, model E36, se proizvodio od 1991. – 2000. godine. Limuzina s četvero vrata je u Europi prodavana od jeseni 1991., coupe od 1992., cabrio od 1993., a karavan od 1994. Iste godine kada i karavan se pojavila i nova karoserijska izvedba s troja vrata, nazvana Compact. Limuzina se proizvodila do 1998., coupe i cabrio do 1999., a M3 sve do 2000. Zanimljivo je reći da je BMW M3 3,2 L uz McLaren F1, postao prvi cestovni automobil s atmosferskim motorom koji je istiskivao više od 100 konjskih snaga po litri obujma.

### Modeli
- 1990. – 1995. 316i: 1,6 L, 73 kW (99 KS)
- 1995. – 1999. 316i: 1,6 L, 75 kW (102 KS)
- 1999. – 2000. 316i: 1,9 L, 77 kW (105 KS)
- 1990. – 1995. 318id: Dual motors 0.9 L (diesel and petrol), 83 kW (113 KS)
- 1995. – 1999. 340i: 4.4 L, 210 kW (286 KS)
- 1994. – 1996. 318is/ti: 1,8 L, 103 kW (140 KS)
- 1996. – 1999. 318is/ti: 1,9 L, 103 kW (140 KS)
- 1990. – 1999. 320i: 2,0 L, 110 kW (150 KS)
- 1995. – 2000. 323i/ti: 2,5 L, 125 kW (170 KS)
- 1990. – 1995. 325i: 2,5 L, 141 kW (192 KS)
- 1995. – 1999. 328i: 2,8 L, 142 kW (193 KS)
- 1992. – 1996. M3: 3,0 L, 210 kW (286 KS)
- 1996. – 2000. M3: 3,2 L, 236 kW (321 KS)
- 1994. – 2000. 318tds: 1,7 L turbo Diesel, 66 kW (90 KS)
- 1991. – 1998. 325td: 2,5 L turbo Diesel, 85 kW (115 KS)
- 1993. – 1999. 325tds: 2,5 L turbo Diesel, 105 kW (143 KS)

## BMW E46
Četvrta generacija, model E46, se proizvodio od 1998. – 2006. godine. Redizajniran je 2002. godine. 1998. se na tržištu pojavila limuzina, dok je na ostale karoserijske trebalo čekati još dvije godine. 2001. se ponovno pojavio i Compact, ali ga je već 2004. zamijenila serija 1. Coupe i cabrio su po prvi puta koristili oznaku Ci, za razliku od samo jednog slova i. BMW-ovi inženjeri su više vremena odvojili praveći automobil što lakšim a opet što čvršćim nego jednostavno povećati snagu motora. Mjenjači su bili 5/6 ručni i 5/6 automatski. Za M verziju pogledajte članak BMW M3

### Modeli
Benzinci

316i

1998. – 2001. – 1,9 L 105 KS R4 8v M43

2001. – 2004. – 1,8 L 115 KS R4 16v N42

2004. – 2005. – 1,8 L 115 KS R4 16v N46

318i

1998. – 2001. – 1,9 L 118 KS R4 8v M43

2002. – 2003. – 2,0 L 143 KS R4 16v N42

2004. – 2005. – 2,0 L 143 KS R4 16v N46

2005. – 2007. – 2,0 L 150 KS R4 16v N46

320i

1998. – 2000. – 2,0 L 150 KS R6 24v M52

2000. – 2006. – 2,2 L 170 KS R6 24v M54

323i

1998. – 2001. – 2,5 L 170 KS R6 24v M52

325i

2000. – 2006. – 2,5 L 192 KS R6 24v M54

328i

1998. – 2001. – 2,8 L 193 KS R6 24v M52

330i

2000. – 2006. – 3,0 L 231 KS R6 24v M54

Dizelaši

2001. – 2005. 318d - 2,0 L 115 KS M47D20

1998. – 2001. 320d - 2,0 L 136 KS M47D20

2001. – 2006. 320d - 2,0 L 150 KS M47TUD20

1998. – 2003. 330d - 2,9 L 184 KS M57D30

2003. – 2006. 330d - 3,0 L 204 KS M57TUD30

### Benzinski motori
M43 (TUB19)

BMW M43 je redni 4 motor obujma od 1,6 do 2,0 litre. Radilica je pokretana lancom, motor ima 2 ventila po cilindru i opremljen je ICIM (Individual Control Intake Manifold) sustavom. Teži 83 kilograma. Proizvodio se od 1992. do 2002. godine. Inačice u E46 modelu su posljednje snaga 105 (316i) i 118 ks (318i) i službenog naziva M43TUB19.
M43 (B18/B20)

BMW M43 je sagrađen u vrijeme dok je BMW imao planove s MG Roverom, no kako je 2000. godine Rover prodan plan je propao pa je BMW M43 motore proizvodio od 2001. do 2003. godine u dvije inačice, B18 1,8 L i B20 2,0 L. Koristili su se kao zamjena za stariji M43 motor. B18 je dobio nagradu za najbolji motor u kategoriji od 1,4 do 1,8 L 2001. godine.
N46 (B18/B20)

N46 je najnoviji redni 4 motor, predstavljen je 2004. godine. Proizvodi se u dva modela, 1,8 i 2,0 litre odnosno B18 i B20.
M52 (TUB20/25/28)

M52 motor se koristio od 1998. do 2000. godine kada ih je BMW zamijenio modernijima. M52 se proizvodi od 1994. godine, ima 24 ventila, VANOS tehnologiju, posljednja nadogradnja su modeli za E46 seriju 3, TUB30, TUB25 i TUB28 modeli.
M54 (B22/B25/B30)

Od 2002. do 2006. godine se proizvodio M54 redni motor s 6 cilindara, praktički je evolucija M52 modela. M54 ima dupli VANOS i promjenjive usisne i izlazne ventile.

### Dizelski motori
M47 (D20/TUD20)

Od 1999. do 2007. godine se proizvodi M47 motor s obujam 1951 kubičnih centimetara 4 cilindra 16 ventila i do 2001. godine nema common-rail tehnologiju,a od 2001. godine je nadograđen (TUD20) na 1995 kubičnih centimetara te koristi common-rail tehnologiju.
M57 (D30/TUD30)

M57 je u proizvodnj i danas premda je prva inačica izašla 1998. godine. Osvojila je nagradu za najbolji motor od 2,5 do 3 litre 4 godine za redom, od 1999. do 2002. TUD30 je u ponudi od 2002. godine. M57TU2D30 je najnovija verzija iz 2007. godine.

## BMW E90
Peta generacija, model E90/91/92/93, se proizvodi od 2005. godine kao limuzina i karavan. Coupe i kabriolet inačice se proizvode od 2006. odnosno 2007. godine. Limuzina i karavan redizajnirani su 2008. godine a coupe i kabriolet 2010. godine. Dostupan je u četiri karoserijske izvedbe koje su po prvi puta svaka ponijele vlastitu oznaku. Limuzina ima oznaku E90, karavan E91, coupe E92 i cabrio E93 (prvi BMW cabrio u povijesti s tvrdim krovom). Kako je Serija 3 u originalu predstavljena kao limuzina s dvoja vrata a tek u trećoj generaciji kao i coupe, s ovom generacijom BMW je napravio veću razliku između coupe-a i limuzine. Glavna razlika je drugačiji dizajn a zatim i dimenzije te modificirana platforma. Većina motora dostupna je i s pogonom na sve kotače (xDrive). Jako je popularan u cijelom svijetu te je u Europi konstantno među deset najprodavanijih modela. Ako izostavimo BMW M3 model najjača inačica je 335is s M ovjesom i motorom nadograđenim na 340 ks, taj model je dostupan samo u Sjevernoj Americi.

### Usporedba s prethodnikom
Uz potpuno novi dizajn, ova generacija je veća i teža od prethodne. Osim toga dostupne su nove tehnologije poput IDrive-a. Uveden je i novi najjači model, 335i. Također, ovo je prva Serija 3 s turbo motorima.

### Modeli
- informacije vrijede za limuzinu

Benzin

316i

Osnovni model je u prodaji od kraja 2007. godine i dostupan je u Nizozemskoj, Skandinaviji, Austriji, Mađarskoj, Grčkoj i Portugalu.
| Motor  | Obujam (litre) | Snaga (KS) @ o/min | Okr. moment (Nm) @ o/min |
| ------ | -------------- | ------------------ | ------------------------ |
| N45B16 | 1,6            | 122@6000           | 160@4250                 |

318i

Ovaj model koristi N46 motor koji je zamijenjen N43 motorem krajem 2007. godine.
| Motor         | Obujam (litre) | Snaga (KS) @ o/min | Okr. moment (Nm) @ o/min |
| ------------- | -------------- | ------------------ | ------------------------ |
| 2005-2007 N46 | 2,0            | 129@5750           | 180@3250                 |
| 2007-2011 N43 | 2,0            | 143@6000           | 190@4250                 |

320i

Isti N46 motor se koristi i u 320i modelu, od kraja 2007. godine 320i koristi najjaču inačicu N43 motora.
| Motor         | Obujam (litre) | Snaga (KS) @ o/min | Okr. moment (Nm) @ o/min |
| ------------- | -------------- | ------------------ | ------------------------ |
| 2005-2007 N46 | 2,0            | 150@6200           | 200@3600                 |
| 2007-2011 N43 | 2,0            | 170@6700           | 210@4250                 |

323i

Ovaj model je dostupan samo na tržištu Kanade. Koristi redni-6 motor.
| Motor         | Obujam (litre) | Snaga (KS) @ o/min | Okr. moment (Nm) @ o/min |
| ------------- | -------------- | ------------------ | ------------------------ |
| 2005-2007 N52 | 2,5            | 177@?              | 230@?                    |
| 2007-2011 N52 | 2,5            | 203@6000           | 244@4000                 |

325i

325i je koristio isti N52 motor kao i 323i do kraja 2007. godine. Od kraja 2007. godine pa do kraja proizvodnje 325i koristi trolitreni redni-6 motor.
| Motor         | Obujam (litre) | Snaga (KS) @ o/min | Okr. moment (Nm) @ o/min |
| ------------- | -------------- | ------------------ | ------------------------ |
| 2005-2007 N52 | 2,5            | 218@6500           | 250@2750-4250            |
| 2007-2011 N53 | 3,0            | 218@6100           | 270@2400-4200            |

328i

328i je dostupan samo u Sjevernoj Americi i u prodaji je od 2007. godine.
| Motor         | Obujam (litre) | Snaga (KS) @ o/min | Okr. moment (Nm) @ o/min |
| ------------- | -------------- | ------------------ | ------------------------ |
| 2007-2011 N53 | 3,0            | 233@6500           | 270@2750                 |

330i

330i je tokom prve godine proizvodnje bio najjači model, tu titulu je preuzeo 335i 2006. godine. Ovaj model koristi najjače inačice N52 i N53 motora.
| Motor         | Obujam (litre) | Snaga (KS) @ o/min | Okr. moment (Nm) @ o/min |
| ------------- | -------------- | ------------------ | ------------------------ |
| 2005-2007 N52 | 3,0            | 258@6600           | 300@2500-4000            |
| 2007-2011 N53 | 3,0            | 272@6700           | 320@2750-3000            |

335i

Najjači model koristi redni 6 motor s dva turbopunjača kodnog imena N54. Od 2010. godine N54 je zamijenjen N55 motorom koji ima jednu turbinu.
| Motor         | Obujam (litre) | Snaga (KS) @ o/min | Okr. moment (Nm) @ o/min |
| ------------- | -------------- | ------------------ | ------------------------ |
| 2006-2010 N54 | 3,0            | 306@5800           | 400@1300-5000            |
| 2010-2011 N55 | 3,0            | 306@5800           | 400@1200-5000            |

Dizel

316d

Najslabiji model Serije 3 je predstavljen krajem 2009. godine.
| Motor         | Obujam (litre) | Snaga (KS) @ o/min | Okr. moment (Nm) @ o/min |
| ------------- | -------------- | ------------------ | ------------------------ |
| 2009-2011 N47 | 2,0            | 116@4000           | 260@1750-2500            |

318d

Prve tri i pol godine proizvodnje 318d je koristio M47 a kasnije N47 motor, zadnja nadogradnja se dogodila početkom 2010. godine.
| Motor         | Obujam (litre) | Snaga (KS) @ o/min | Okr. moment (Nm) @ o/min |
| ------------- | -------------- | ------------------ | ------------------------ |
| 2005-2007 M47 | 2,0            | 122@4000           | 280@1750-2500            |
| 2007-2010 N47 | 2,0            | 143@4000           | 300@1750-2500            |
| 2010-2011 N47 | 2,0            | 143@4000           | 320@1750-2500            |

320d

Poput gore navedenog model tako je i 320d koristio M47 a kasnije i N47 motor.
| Motor         | Obujam (litre) | Snaga (KS) @ o/min | Okr. moment (Nm) @ o/min |
| ------------- | -------------- | ------------------ | ------------------------ |
| 2005-2007 M47 | 2,0            | 163@4000           | 340@2000                 |
| 2007-2010 N47 | 2,0            | 177@4000           | 350@1750-3000            |
| 2010-2011 N47 | 2,0            | 184@4200           | 380@1750-2750            |

320d EfficientDynamics Edition

| Motor         | Obujam (litre) | Snaga (KS) @ o/min | Okr. moment (Nm) @ o/min |
| ------------- | -------------- | ------------------ | ------------------------ |
| 2008-2011 N47 | 2,0            | 163@4000           | 380@1750-2750            |

325d

Dizelski redni 6 motori su ugrađeni u ovaj model, 2010. stari M57 je zamijenjen novim N57 motorom.
| Motor         | Obujam (litre) | Snaga (KS) @ o/min | Okr. moment (Nm) @ o/min |
| ------------- | -------------- | ------------------ | ------------------------ |
| 2006-2010 M57 | 3,0            | 197@4000           | 400@1300-3250            |
| 2010-2011 N57 | 3,0            | 204@3750           | 430@1750-2500            |

330d

330d koristi jednake motore kao i 325d ali u jačoj varijanti.
| Motor         | Obujam (litre) | Snaga (KS) @ o/min | Okr. moment (Nm) @ o/min |
| ------------- | -------------- | ------------------ | ------------------------ |
| 2005-2008 M57 | 3,0            | 231@4000           | 500@1750-3000            |
| 2008-2011 N57 | 3,0            | 245@4000           | 520@1750-3000            |

335d

Najjača inačica M57 motora je ugrađena u prvi put predstavljeni 335d model.
| Motor         | Obujam (litre) | Snaga (KS) @ o/min | Okr. moment (Nm) @ o/min |
| ------------- | -------------- | ------------------ | ------------------------ |
| 2006-2011 M57 | 3,0            | 286@4400           | 580@1750-2250            |

### Mjenjači
Dostupni mjenjači u ovoj Seriji 3 su ručni i automatski sa 6 stupnjeva prijenosa. U nekim modelima je dostupan i mjenjač s dvije spojke i 7 stupnjeva prijenosa.

## BMW F30
Šesta generacija Serije 3 je predstavljena 14. listopada 2011. u Munich-u. U prodaji će biti početkom veljače 2012. godine. BMW je radio na novom modelu pune 4 godine, razvoj je koštao preko milijarde eura. Kako bi proširili ponudu nova Serija 3 će biti dostupna s tri paketa opreme koje BMW naziva BMW Lines : Sport, Modern i Luxury. Primarno obilježje ta tri paketa su različit izgled automobila. 

### Usporedba s prethodnikom
Novi model je sagrađen na novoj F30 platformi, glavna razlika uz dizajn su povećane dimenzije, smanjenje težine te modificiran ovjes i nova šasija. F30 model je duži 93 mm i viši 8 mm ali 6 mm uži od modela kojeg zamjenjuje, prtljažnik je narastao za 20 litara a s obzirom na to da je međuosovinski razmak narastao za 50 mm povećane su i dimenzije unutrašnjosti pa sada ima više mjesta u kabini. U prosjeku novi model je 40kg lakši od prethodnika što pridonosi boljoj upravljivosti i manjoj protrošnji goriva.

### Modeli
Benzin

320i

Ulazni benzinski model je 320i koji koristi osnovnu inačicu novog N20 motora s turbo punjačem i direktnim ubrizgavanjem goriva.
| Motor | Obujam (litre) | Snaga (KS) @ o/min | Okr. moment (Nm) @ o/min |
| ----- | -------------- | ------------------ | ------------------------ |
| N20   | 2,0            | 184@5000           | 270@1250-4500            |

328i

Ovaj model koristi isti N20 motor ali u jačoj inačici.
| Motor | Obujam (litre) | Snaga (KS) @ o/min | Okr. moment (Nm) @ o/min |
| ----- | -------------- | ------------------ | ------------------------ |
| N20   | 2,0            | 245@5000-6500      | 350@1250-4800            |

335i

Najjači model koristi redni 6 motor s turbopunjačem.
| Motor | Obujam (litre) | Snaga (KS) @ o/min | Okr. moment (Nm) @ o/min |
| ----- | -------------- | ------------------ | ------------------------ |
| N55   | 3,0            | 306@5800-6000      | 400@1200-5000            |

Dizel

Svi dizelski modeli koriste N47 dizelski motor koji je opremljen s jednim ili dva turbopunjača (320d) ovisno o izvedbi. EfficientDynamics Edition je model koji je orijentiran na malu potrošnju goriva. Razlikuje se od ostalih dizelskih modela jer ima optimiziran motor i mjenjač za malu potrošnju goriva, gume s manjim otporom kotrljanja i spuštenim ovjesom.

316d

| Motor | Obujam (litre) | Snaga (KS) @ o/min | Okr. moment (Nm) @ o/min |
| ----- | -------------- | ------------------ | ------------------------ |
| N47   | 2,0            | 116@4000           | 260@1750-2500            |

318d

| Motor | Obujam (litre) | Snaga (KS) @ o/min | Okr. moment (Nm) @ o/min |
| ----- | -------------- | ------------------ | ------------------------ |
| N47   | 2,0            | 143@4000           | 320@1750-2500            |

320d

| Motor | Obujam (litre) | Snaga (KS) @ o/min | Okr. moment (Nm) @ o/min |
| ----- | -------------- | ------------------ | ------------------------ |
| N47   | 2,0            | 184@4000           | 380@1750-2750            |

320d EfficientDynamics Edition

| Motor | Obujam (litre) | Snaga (KS) @ o/min | Okr. moment (Nm) @ o/min |
| ----- | -------------- | ------------------ | ------------------------ |
| N47   | 2,0            | 163@4000           | 260@1750-2500            |

### Mjenjači
Svaki model dolazi serijski s ručnim mjenjačom s 6 stupnjeva prijenosa. Opcijski je dostupan automatski mjenjač s 8 brzina za sve modele.

### Oprema
Novi BMW Serije 3 dolazi s mnogo novih tehnologija a neke su standardna oprema poput Drive Performance Control sustava, odnosno vozač može birati način odaziva cijelog automobila i birati između četiri načina vožnje. Od Comfort koji je standardan do Sport koji izoštrava gas, ovjes i upravljač, tu je i Sport+ koji dopušta više proklizavanja stražnjeg dijela automobila. Četvrti mod je ECO PRO koji optimizira odaziv gasa i poboljšava uštedjeti gorivo i tako povećati autonomiju automobila. Svi modeli dolaze sa Start-Stop sustavom, klimom, iDrive sistemom i 6.5 inčnim ekranom. 

### BMW Lines
Sport Line

Sportski paket opreme donosi dizajn prednjih bubrega s crnom bojom i osam pregrada, crne usisnike zraka s aluminijskom horizontalnom letvicom te 17 ili 18 inčne aluminijske naplatke. Interijer s ovim paketom primarno koristi crnu i crvenu boju. Crvena je instrument tabla i šavovi na kožnom volanu a ključ je crn s crvenim ukrasnim trakama.

Luxury Line

Luksuzni paket opreme ima kromirane prednje bubrege s 11 pregrada, a usisnike zraka krase dvije kromirane horizontalne letvice te 17 ili 18 inčne aluminijske naplatke. Unutrašnjosti domonira krom, drvo i koža a ključ je crne boje s kromiranim ukrasnim trakama.

Modern Line

Moderni paket donosi malo manje kroma i kože u odnosu na luksuzni, ključ je u boji kamenica ukrašen s mat srebrnim trakama.

## Vanjska poveznica
- BMW Hrvatska
- BMW Hrvatska - BMW M3 GTS  Arhivirana inačica izvorne stranice od 5. ožujka 2016. (Wayback Machine)
- BMW M3 GTS  Arhivirana inačica izvorne stranice od 11. siječnja 2010. (Wayback Machine)